# (3452) Hawke
(3452) Hawke ist ein Asteroid des Hauptgürtels, der am 17. Juli 1980 vom US-amerikanischen Astronomen Edward L. G. Bowell an der Anderson Mesa Station des Lowell-Observatorium in Flagstaff (Arizona) entdeckt wurde. Der Asteroid ist als ungefährlich eingestuft, der minimale Abstand zur Erdbahn beträgt 1,08 astronomische Einheiten.
Der Asteroid wurde nach dem US-amerikanischen Astronomen Bernard Ray Hawke benannt. In der Würdigung wurde besonders seine Mondforschung herausgestellt.